# Boys and Girls Clubs of America
Cet article possède un paronyme, voir Boys and Girls.
Boys and Girls Clubs of America (BGCA) est un mouvement de jeunesse à but non lucratif fondé en 1860 aux États-Unis. Basée à Atlanta, elle a pour mission de « permettre à tous les jeunes, surtout à ceux qui en ont le plus besoin, d'atteindre leur plein potentiel en tant citoyens productifs, compatissants et responsables. »